# أصل وفصل
أصل وفصل رواية للروائية الفلسطينية سحر خليفة. صدرت الرواية لأوّل مرة عام 2009 عن دار الآداب للنشر والتوزيع في بيروت. ودخلت في القائمة الطويلة للجائزة العالمية للرواية العربية لعام 2010، المعروفة باسم «جائزة بوكر العربية».

## حول الرواية
تحاول «سحر خليفة» من خلال روايتها هذه البحث عن أعماق المجتمع الفلسطيني وفهم التركيبة المتداخلة التي كوّنت هويته. الروائية تستخدم أحداثًا لأشخاص من الحياة، لتسكشف نفسيّة الطبقات التي تشكّل نسيج المجتمع الفلسطيني. تركّز الكاتبة على التفاعل بين الذات والهوية العربية والذات والهويّات الآخرى، إن كانت يهودية أو بريطانية أو من أي خلفية ثقافية أخرى. تنظر كذلك إلى موقف المرأة الفلسطينية تحت الاحتلال الإسرائيلي لفلسطين حيث وجدت نفسها عالقة بين مطرقة التقاليد وسندان التطوّر.
الشخصيات
تغوص رواية " اصل وفصل " في عمق تاريخ فلسطين، بدء من اسقاط الحكم العثماني وبداية الانتداب الانجليزي ووعد بلفور الذي منح اليهود حقا قوميا في فلسطين، وتهجير الفلسطينيين.
في هذه الفترة الزمنية تحرك الكاتبة شخصيات روايتها:
- الام زكية سليلة قحطان كبير العائلة، الذي استقر بمدينة نابلس قادما من صحراء الجزيرة العربية ومواليا لحاكم العثمانيين. مما جعل للعائلة حضوة في البلدة توارثها الأجيال .
- زوج زكية وابناؤهما الاربعة وحيد وامين ووداد وسمير، تحولت حياتهم بعد موت الوالد.
- اخو زكية و خال الأولاد الذي عاد الى نابلس بعد وفاة زوجته.
- رشاد ابن الخال المعروف بمجونه وسكره وسوء خصاله يرتمي في علاقة مع ابنة تاجر يهودي شريك والده.
- الشيخ الذي بدأ يستشعر خطورة بيع الأراضي لليهود وبناء المستوطنات محاولا جمع اتباع لمواجهة الانجليز.
- ليزا رمز الفلسطينية المثقفة،  قدمتها الروائية كنموذج للتحرر والنضال ضد الانتداب الانجليزي.